# Česká kuchyně

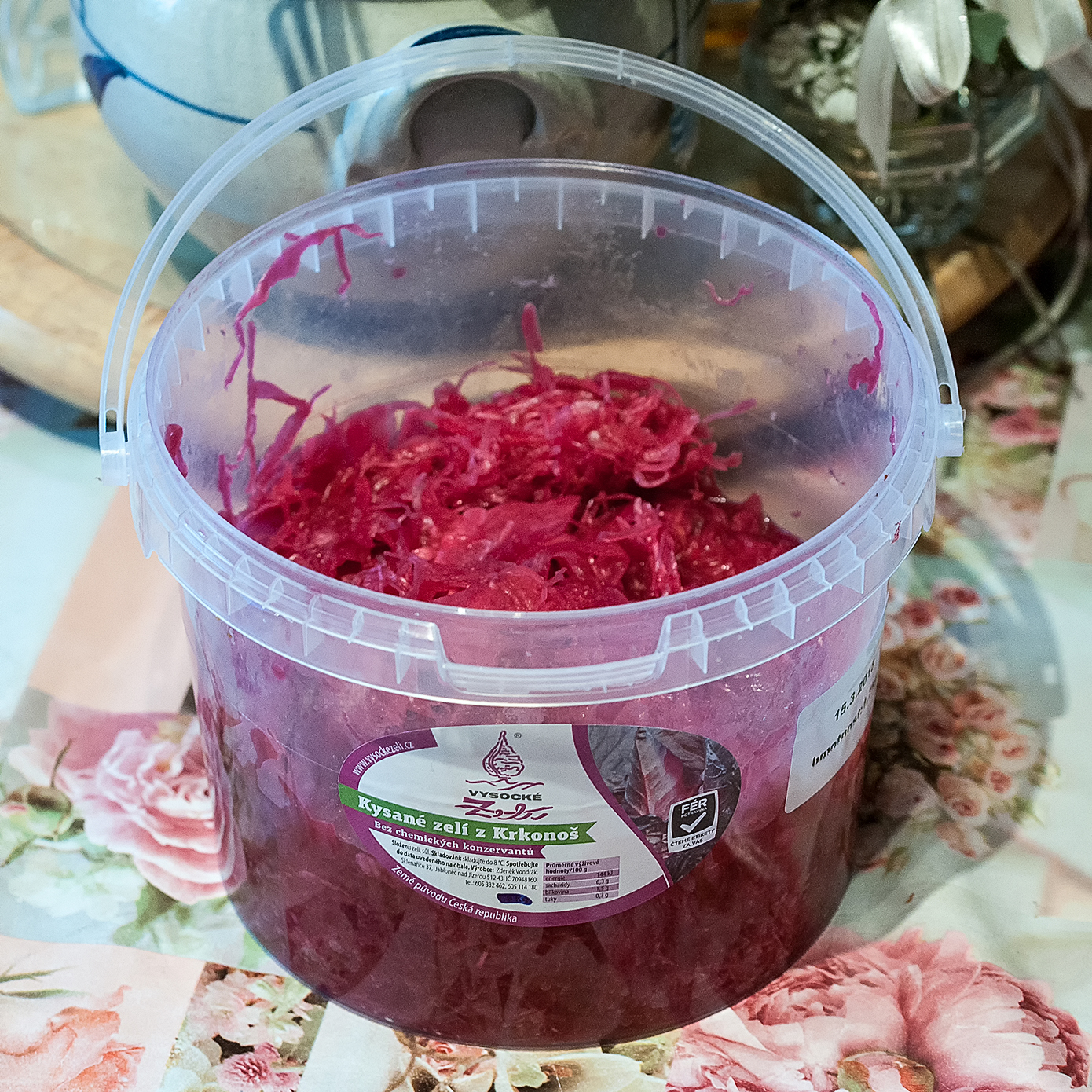
Kysané zelí

Česká kuchyně je specifickým typem kuchyně středoevropské. Jsou pro ni typické hustší polévky se zavářkou a mnoho druhů omáček s dušeným masem, v obou případech se základem vařené či dušené zeleniny, často se smetanou, a pečená masa s přírodními omáčkami. Mnoho druhů koláčů a pečiva, které jsou populární ve střední Evropě, pochází z české kuchyně. Přesto většina jídel české kuchyně není původně českých. Česko má bohatou nabídku polních plodin, ovoce, zeleniny, ryb i zvěře. Podle toho je také pestrý český jídelníček. V Česku je také rozšířen sběr hub, které jsou poměrně častou přísadou jídel. České menu se obvykle skládá ze dvou nebo více chodů – prvním je tradičně polévka, druhým hlavní jídlo, a doplňkovými chody pak dezert, kompot nebo zeleninový salát.

## Polévky
Důležitou součástí české kuchyně a tradičního stravování je polévka. Nejčastěji vývary s různými vložkami či zavářkami a přidáním upravené zeleniny a rostlinného koření. Často jsou připravovány polévky zahuštěné (obvykle s použitím jíšky), luštěninové a s podílem masa, uzeniny nebo drobů, které jsou podávány i jako samostatné jídlo s pečivem. Tradiční polévky: bramborová, česnečka, gulášová, dršťková, fazolová, zelná s klobásou, hovězí s játrovými knedlíčky a nudlemi, kulajda a houbová polévka.

## Hlavní jídla
U hlavních jídel dominuje jídlo z masa, hlavně vepřové, hovězí a drůbež. Oblíbeny jsou i pokrmy z mletého masa, sladkovodní ryby, králík a zvěřina. Tradiční pokrmy jsou vepřový řízek, vepřo knedlo zelo, pečené vepřové maso, různé guláše, smažený kapr nebo sekaná pečeně.
Nezastupitelnou úlohu v české gastronomii hrají omáčky, často velmi hutné a výživné s použitím smetany. Jako základ se používá bešamel, někdy je místo něj na zahuštění použita jíška. Typické omáčky jsou smetanová, koprová, rajská, houbová, znojemská, šípková nebo papriková.
Jako příloha k masu se v české kuchyni používá různě tepelně upravené zelí, kapusta a špenát, dále všechny běžné přílohy (těstoviny, brambory, rýže) a českou specialitou jsou knedlíky, které se připravují nejčastěji z obilné mouky s přidáním nakrájené housky (houskové knedlíky), nebo  z uvařených brambor, mouky a krupice (bramborové knedlíky).
V restauracích je jedním z nejoblíbenějších jídel smažený sýr, hovorově „smažák“, k pivu v hospodách např. utopenci a nakládaný hermelín.
Podle sezónní dostupnosti jsou v české kuchyni připravována i jídla zeleninová (smažený květák, lečo s vejci), velkou tradici mají pokrmy z lesních i pěstovaných hub a také sladká jídla s ovocem a moučníky.
Z ovoce se kromě běžných druhů používají také meruňky a broskve. V české kuchyni se také používá mák a povidla.
Český kapr, chovaný převážně v jižních Čechách, se exportuje i do zahraničí.
Na Vánoce se jí kapr (v některých rodinách řízek či vinná klobása) a bramborový salát, peče se cukroví a vánočka.

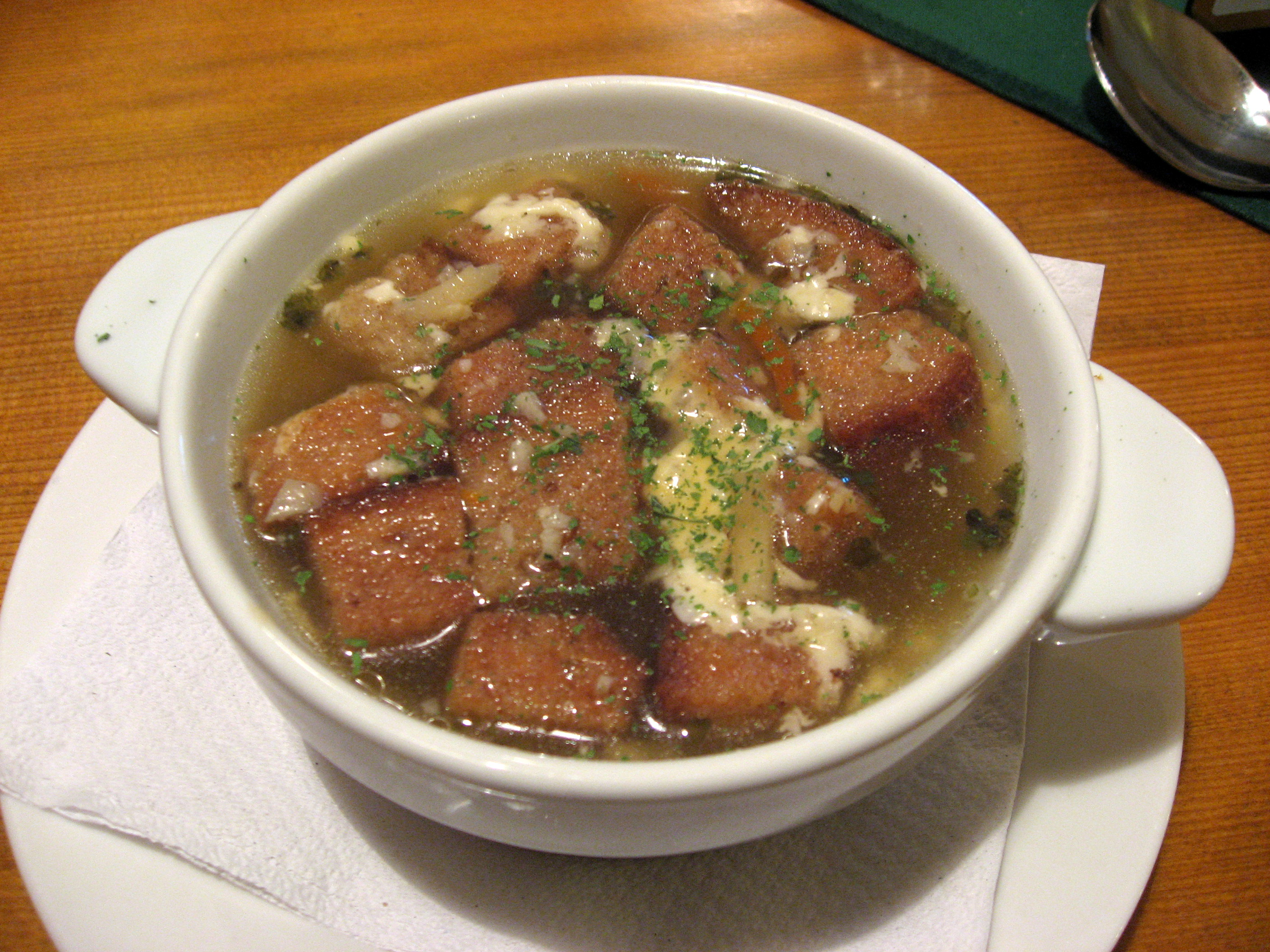
Česnečka
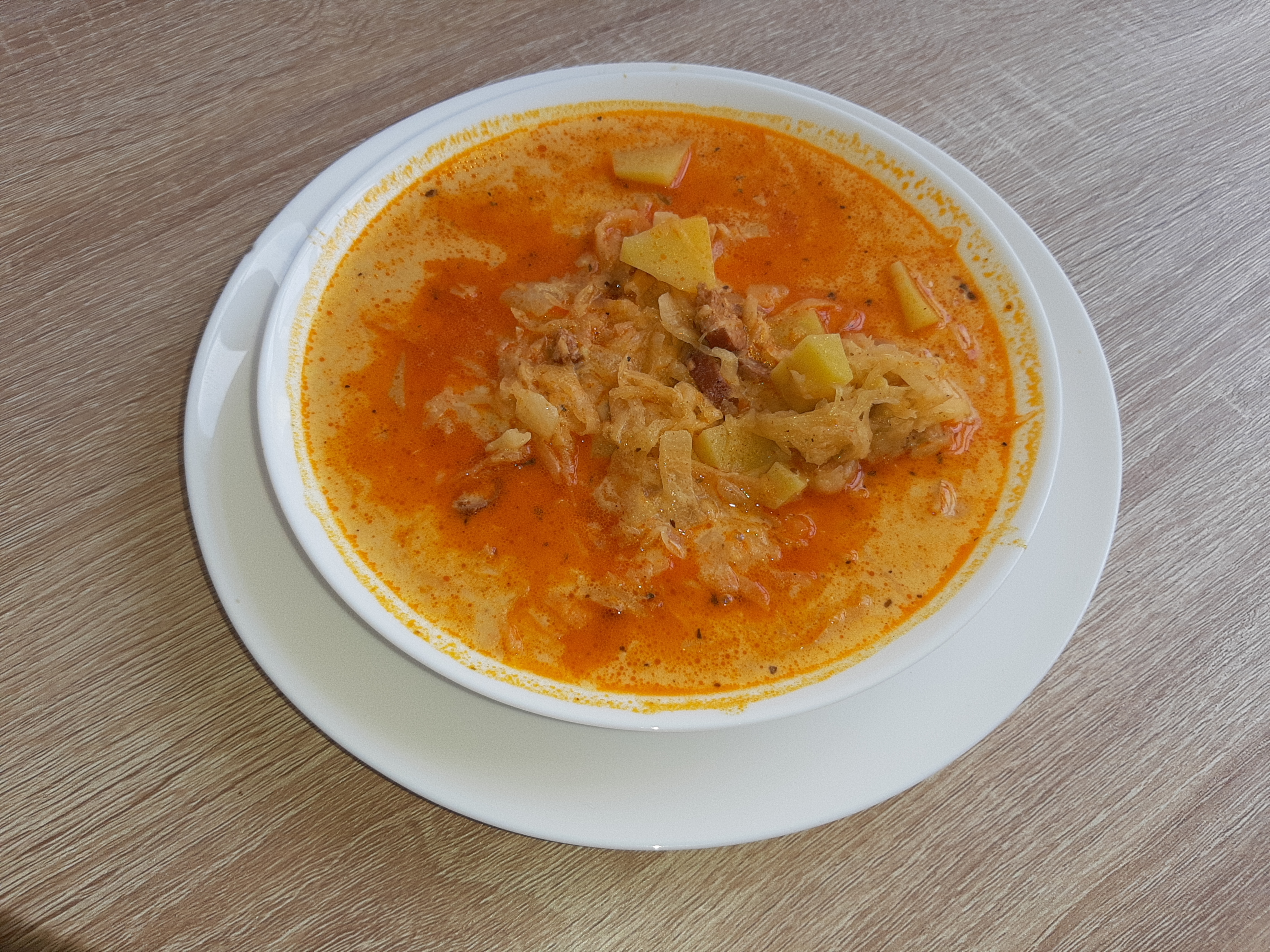
Zelňačka
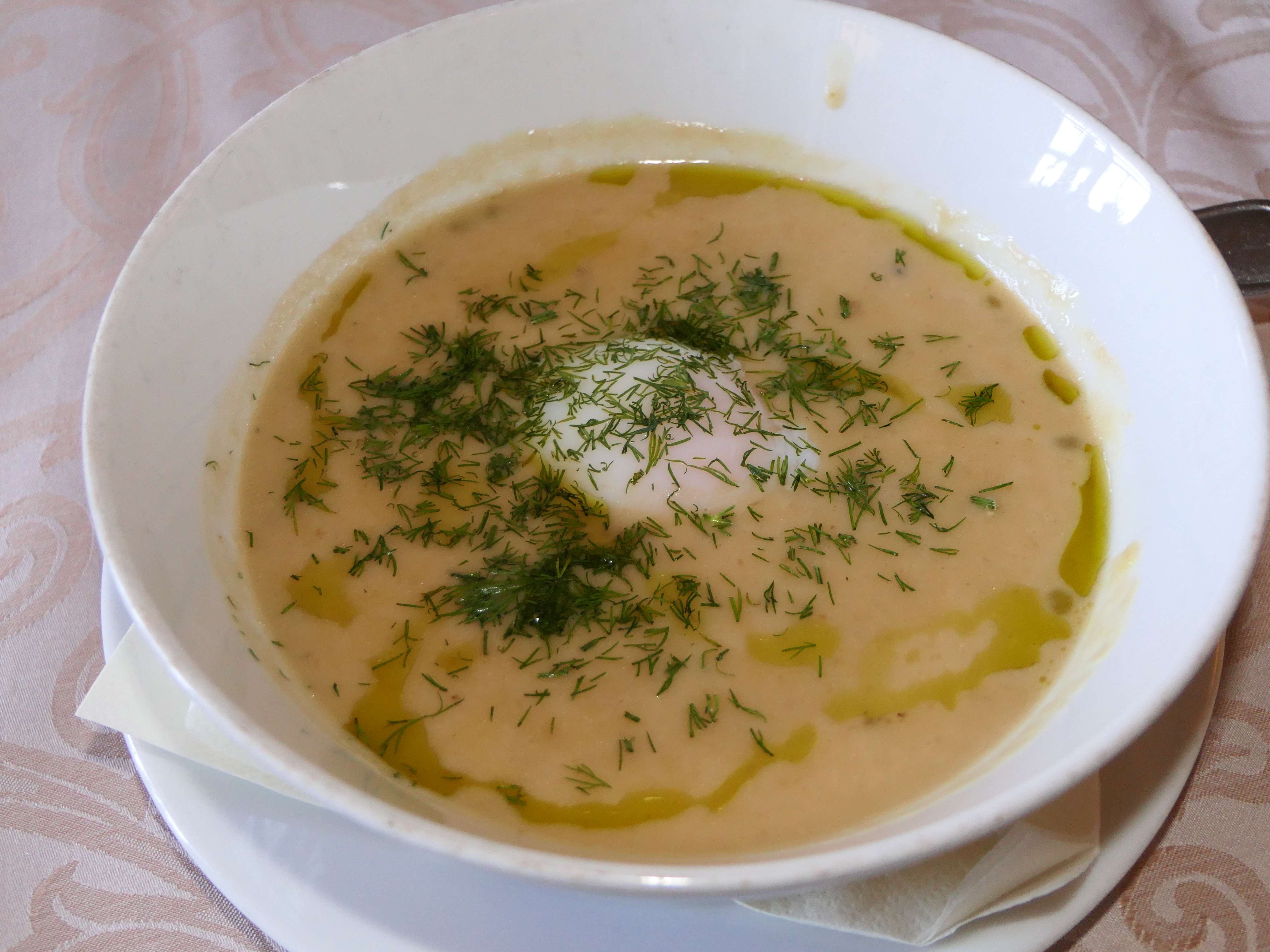
Kulajda
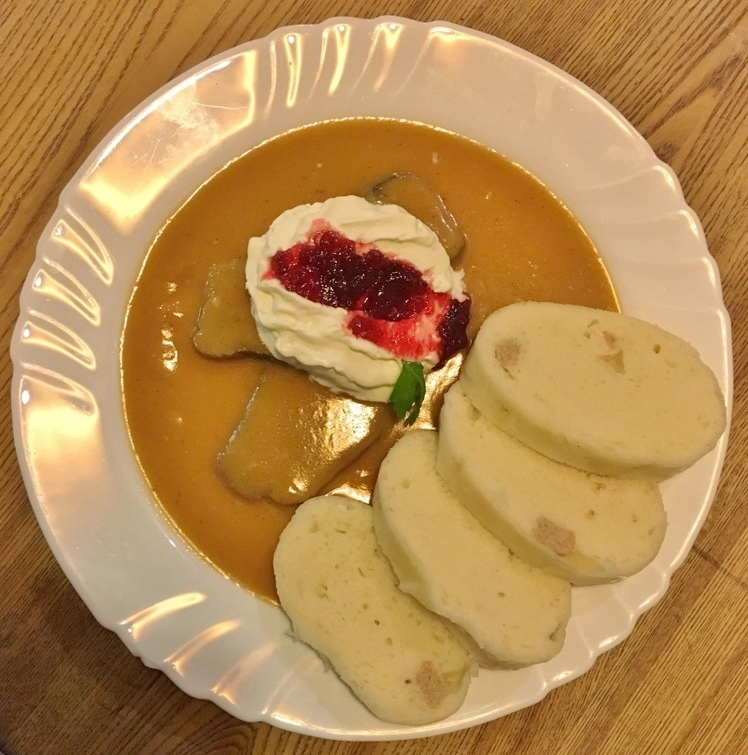
Svíčková na smetaně
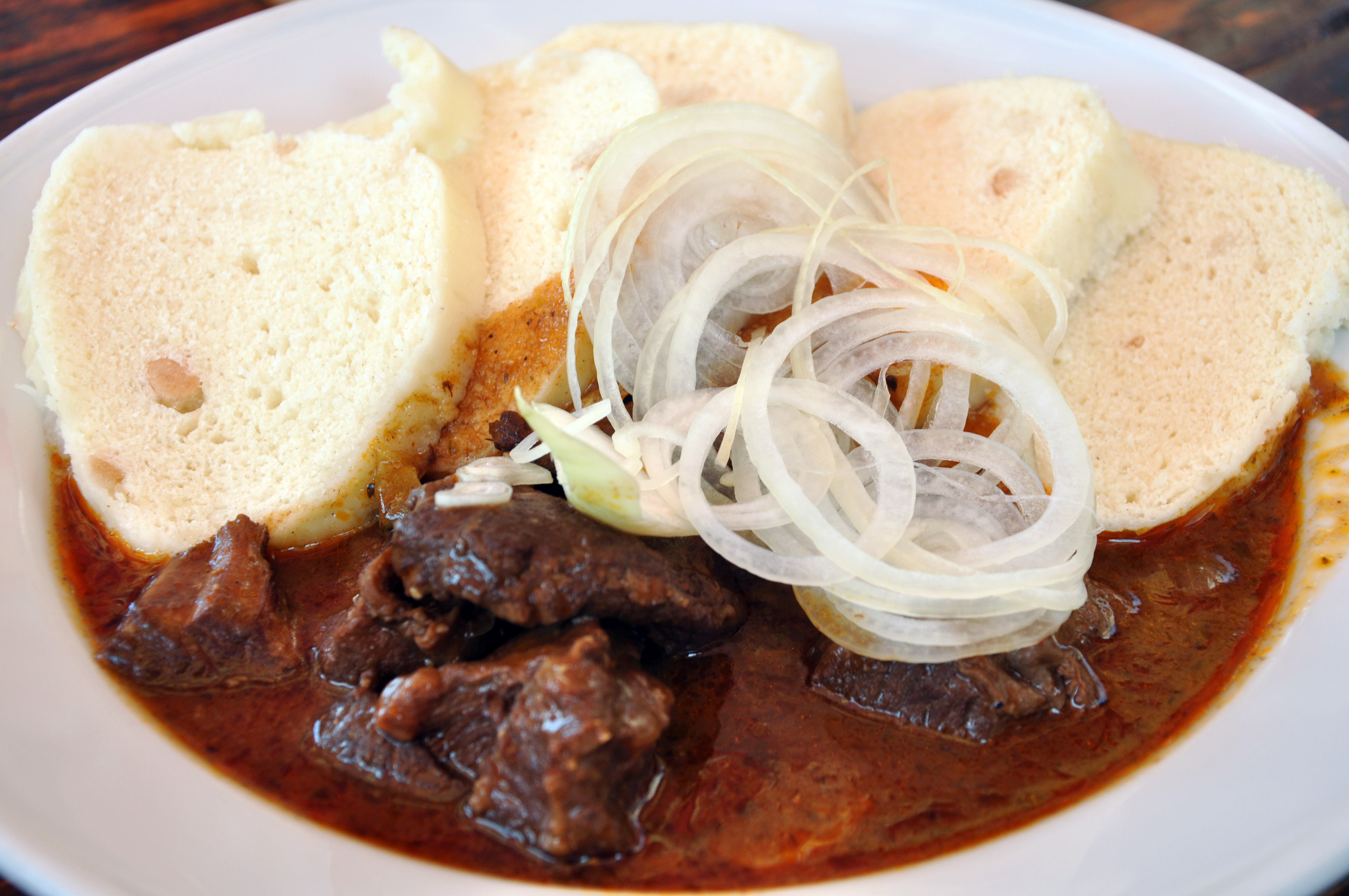
Hovězí guláš
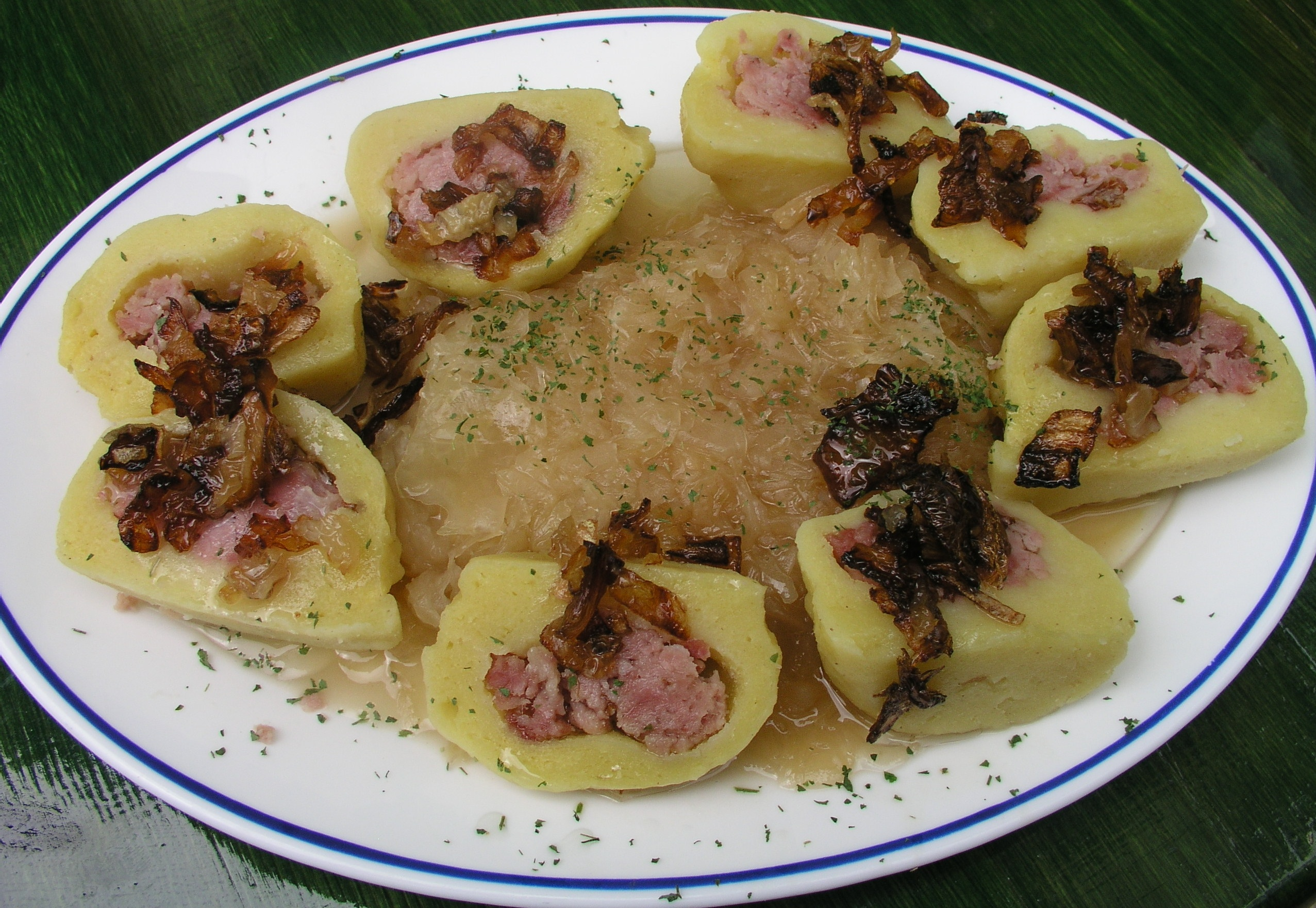
Plněné bramborové knedlíky
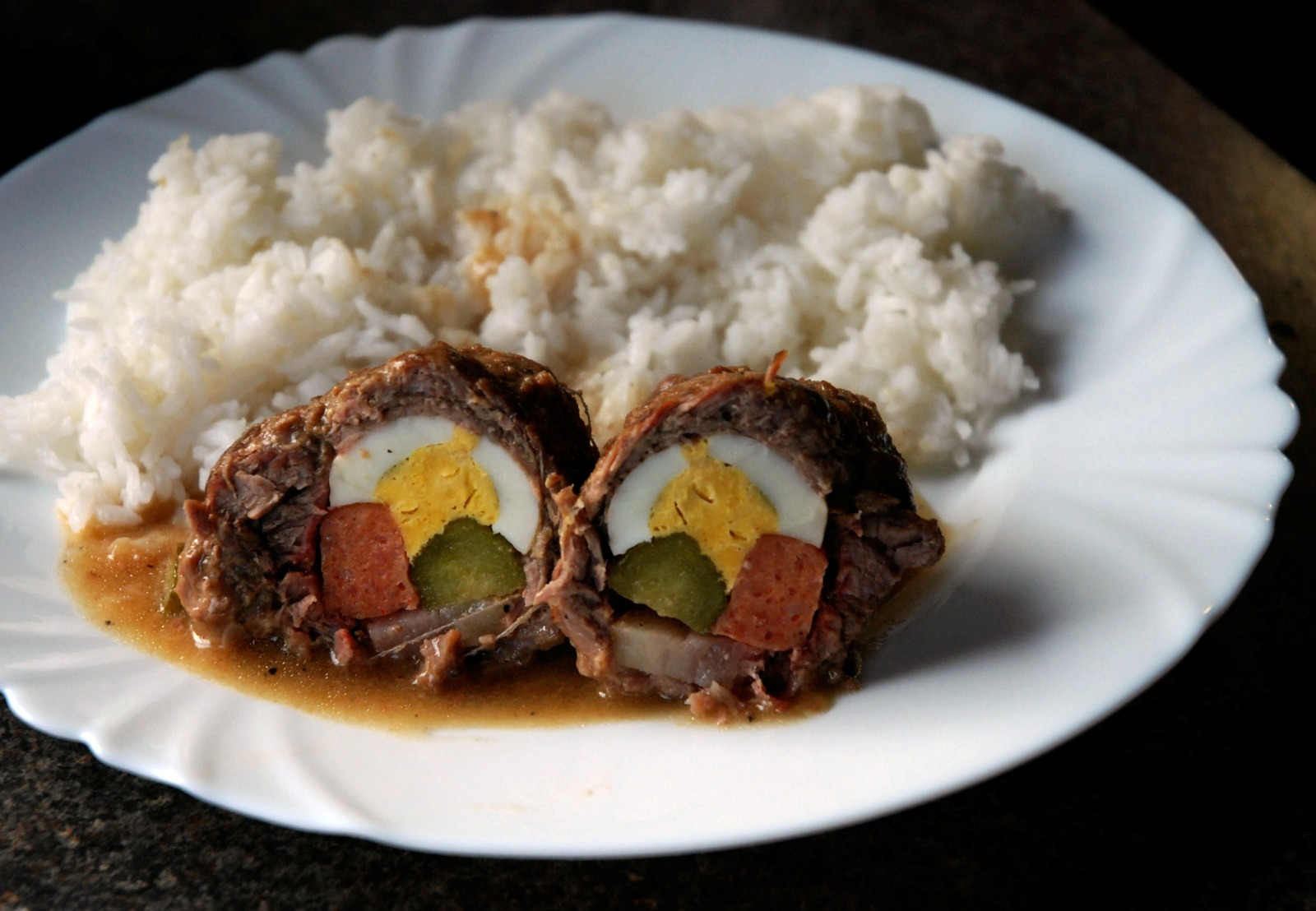
Španělský ptáček

## Rychlá občerstvení

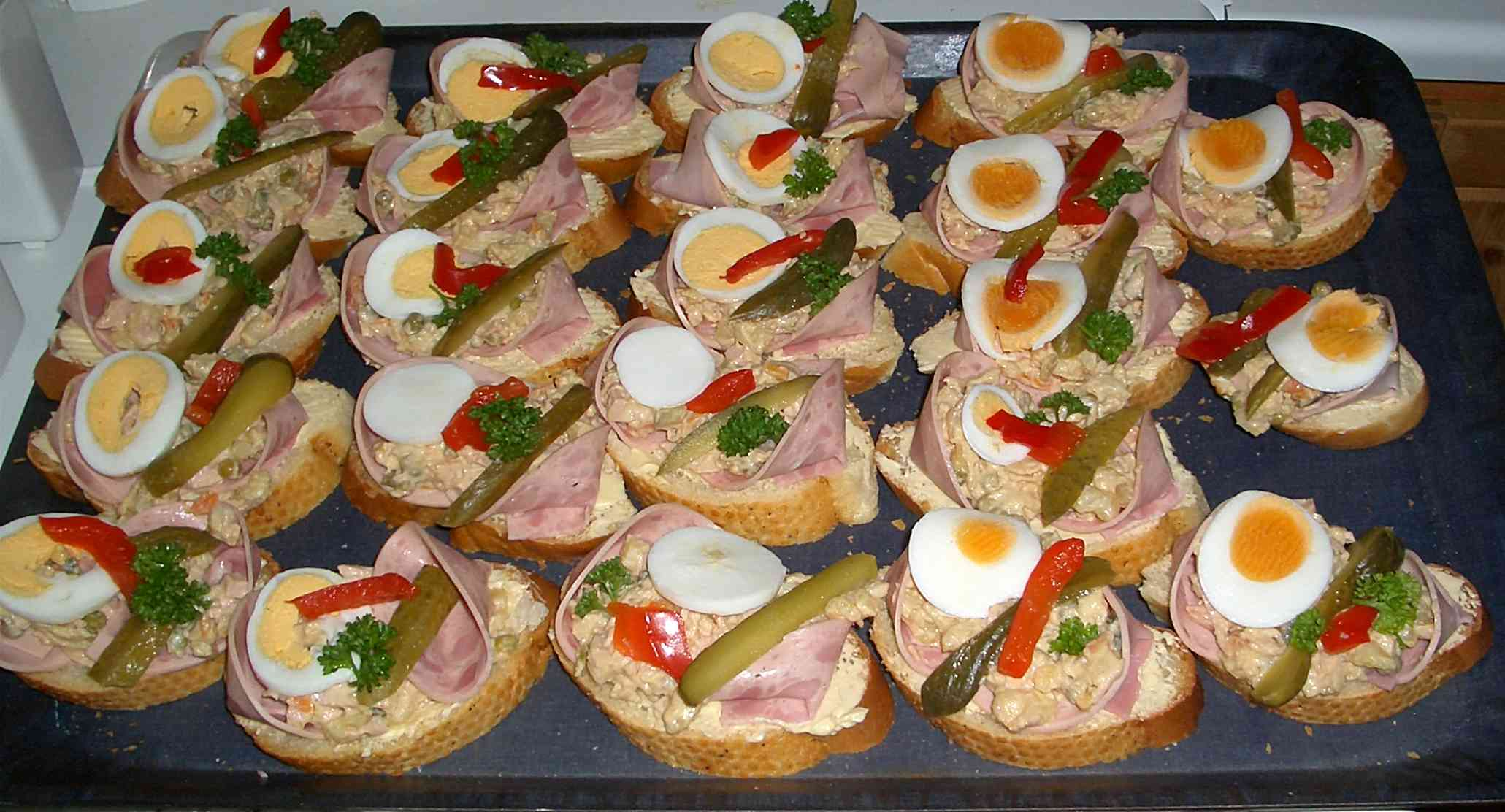
Obložené chlebíčky
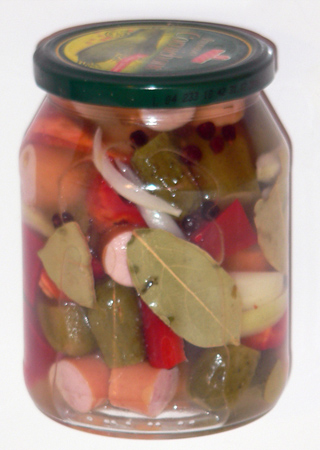
Utopenci
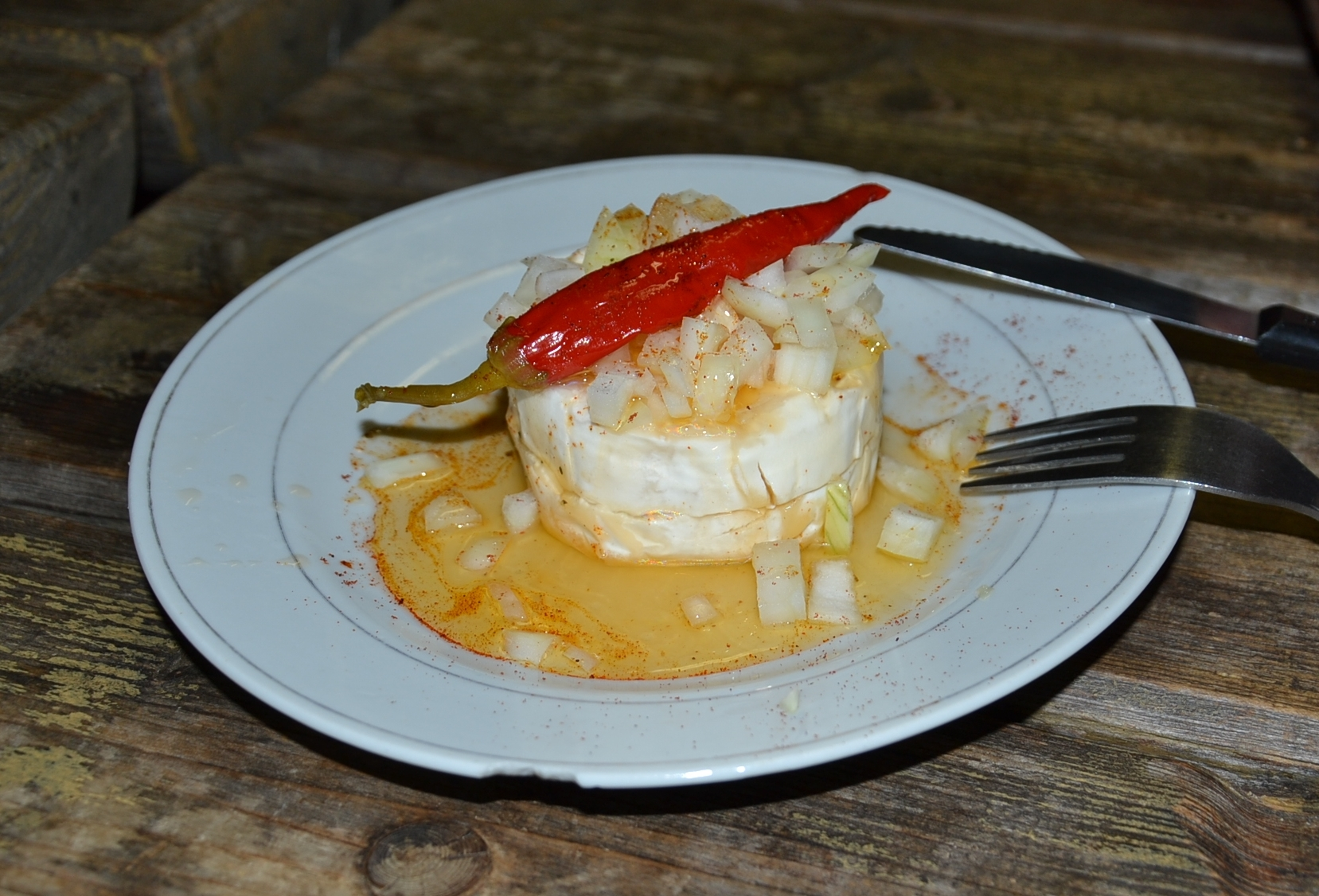
Nakládaný hermelín
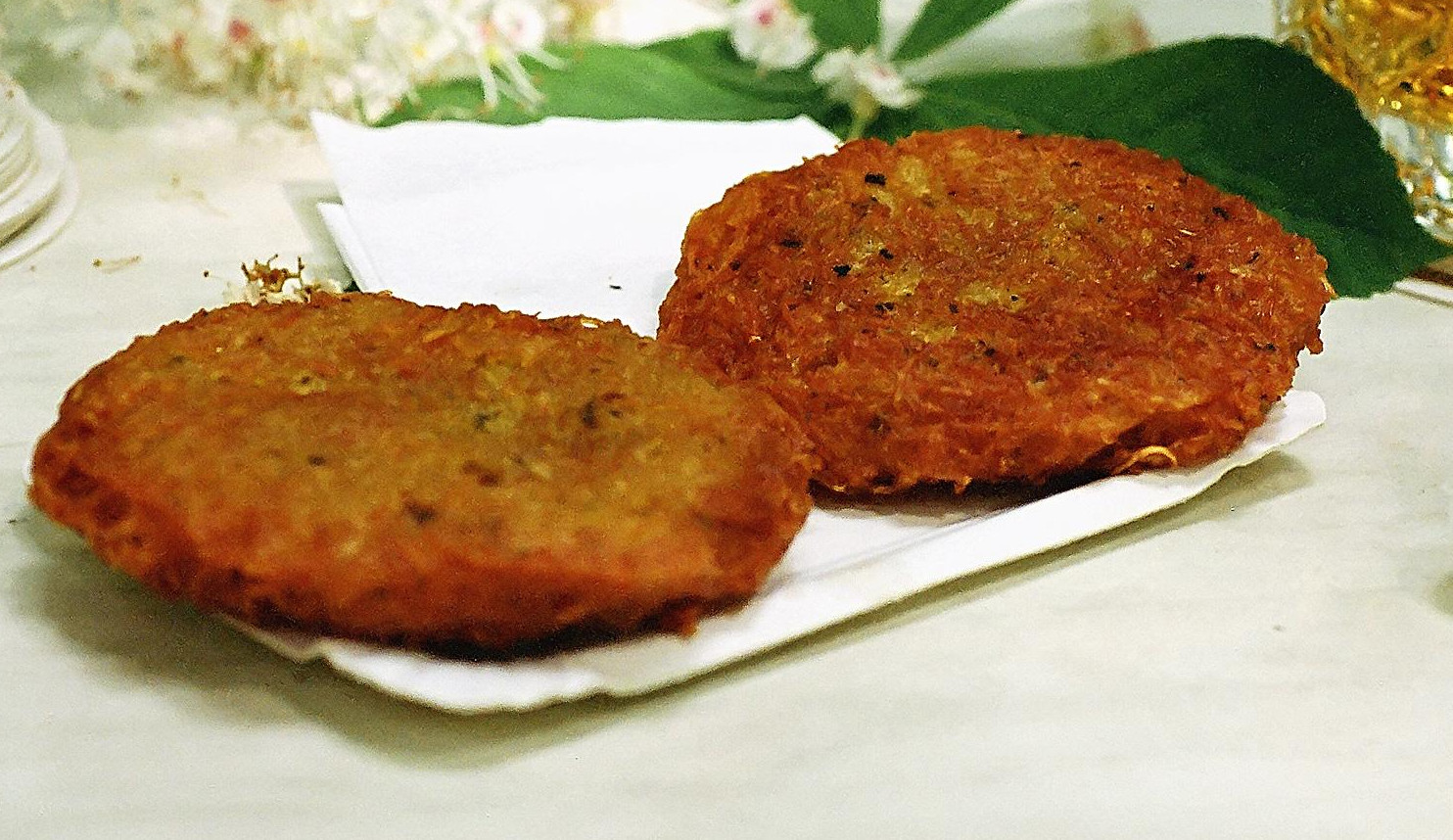
Smažené bramboráky
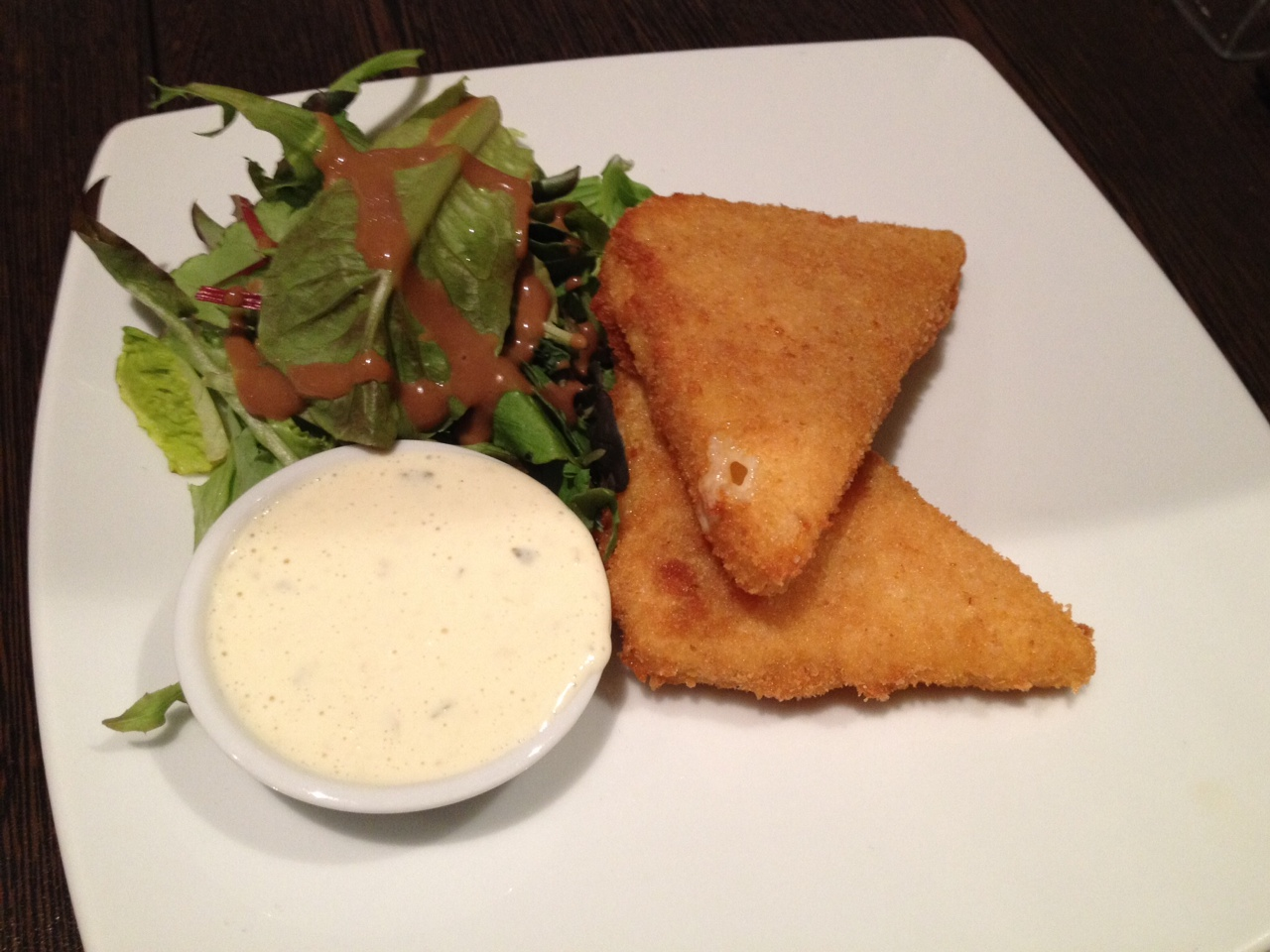
Smažák
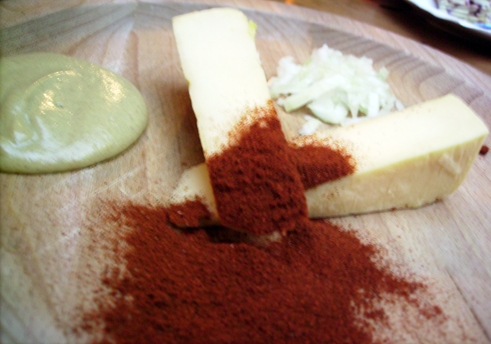
Pivní sýr
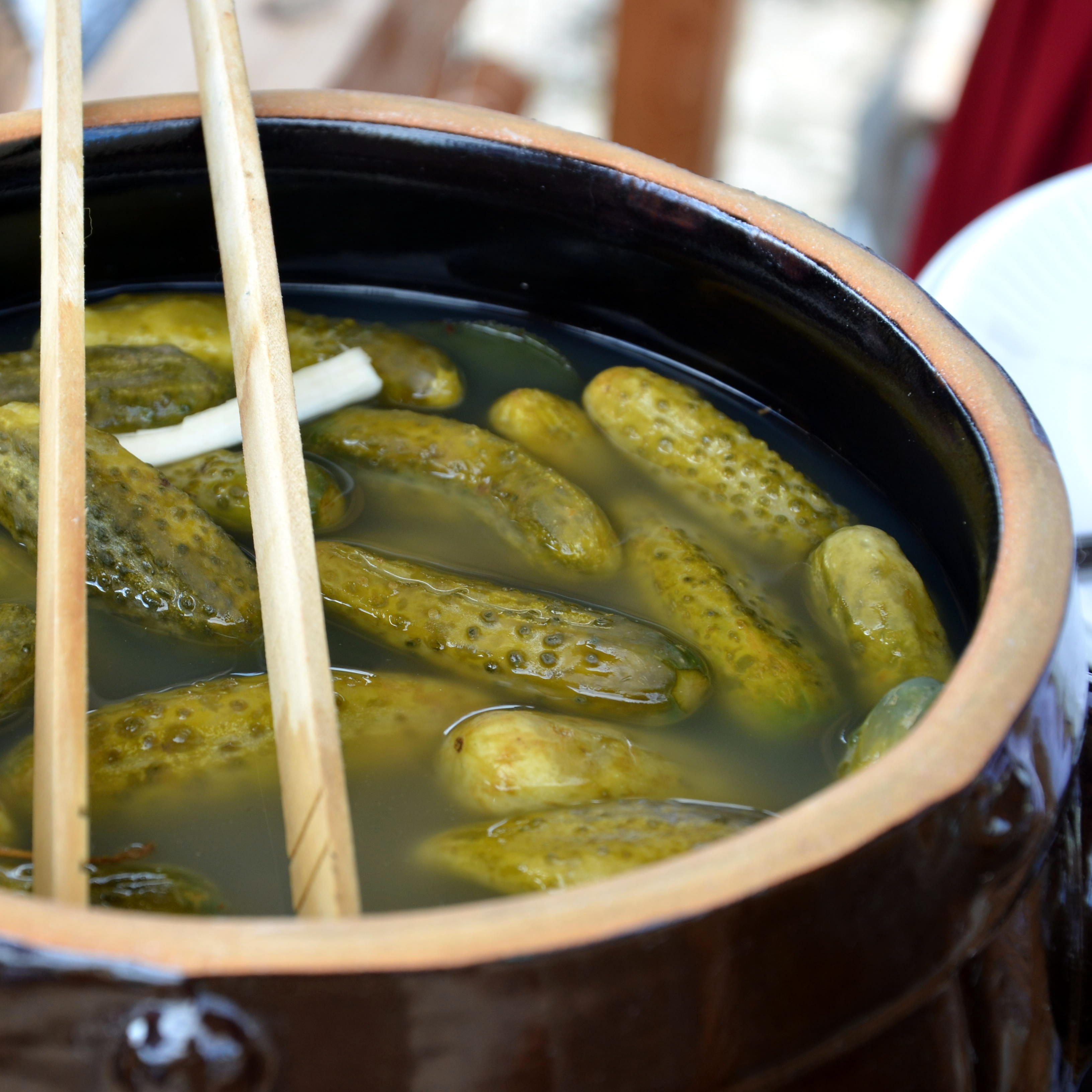
Nakládačky

## Nápoje

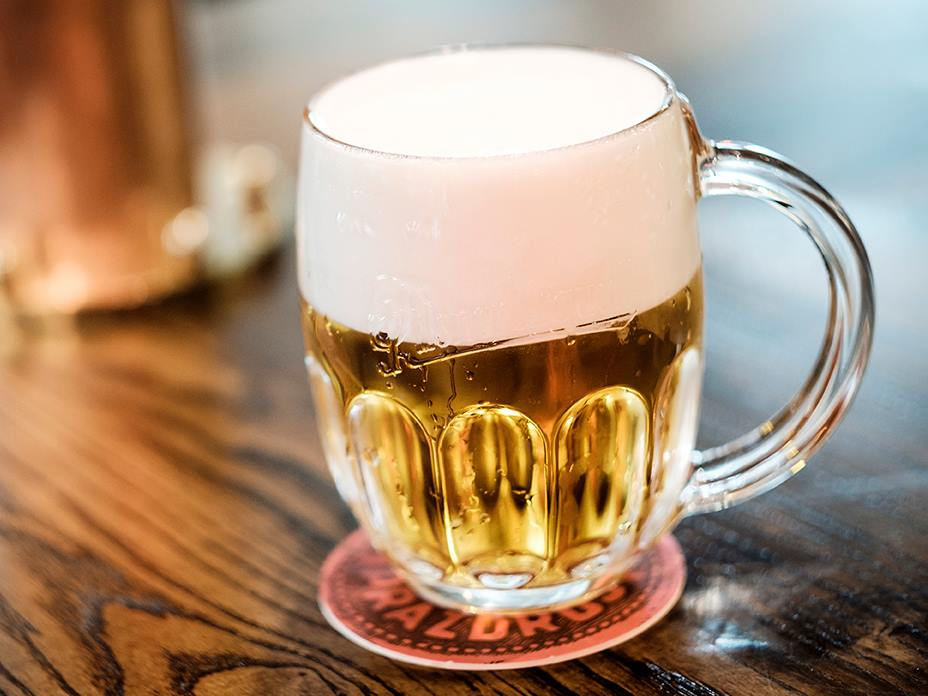
Čepované pivo Pilsner Urquell

České pivo má lahodnou chuť a skvěle se hodí k české kuchyni. České pivo je světoznámé a má dlouhou tradici. Pojem „české pivo“ pro mnohé znamená nejlepší nápoj tohoto druhu na světě. Nejznámější je Pilsner Urquell (Plzeňský Prazdroj), Budweiser z Českých Budějovic a Staropramen. Před rokem 1948 bylo v dnešní České republice nesčetně pivovarů, jejich počet se pak ale výrazně snížil – dnes již existuje poměrně málo velkých pivovarů. Je zde sice stále i určité množství větších a středních pivovarů, které jsou však často vlastněny velkými nadnárodními pivními korporacemi. Od konce nultých let dvacátého prvního století začal v Česku prudký nárůst počtu malých řemeslných pivovarů, které často navázaly na tradici původních pivovarů zvláště v menších obcích. Tyto menší pivovary se kromě v Česku oblíbeného piva plzeňského typu zabývají hlavně dalšími typy piva.[zdroj?] Česko obsazuje tradičně první příčku ve spotřebě piva na osobu v celosvětovém srovnání (ročně 150–160 litrů piva na osobu).

## Dezerty
Častým dezertem jsou české buchty a moučníky. Většinou jde o sladké pokrmy z nejrůznějších druhů těst s náplní nebo polité čokoládou či jinou pochutinou. Je mnoho oblíbených buchet a dortů – skoro každá rodina, která peče, má své speciality. Není však moc vyloženě „lidových“ receptů, které by převažovaly nad ostatními. Mezi suroviny patří potraviny rostlinného původu (např. rebarbora a různé druhy ovoce), různá drobení, čokoláda, povidla nebo mák. Do dortů se přidávají piškoty, krémy, domácí šlehačky, marcipánové ozdoby a podobně.
Na Vánoce se peče cukroví např. perníčky z medového těsta, různé ořechové lodičky, pusinky ze sněhu z bílků, atd.

## Typická jídla a speciality české kuchyně
- svíčková na smetaně
- vepřo knedlo zelo
- pečená kachna
- smažený sýr
- kuře na paprice
- tlačenka
- bramborák
- znojemské okurky
- nakládaný hermelín
- utopenec
- olomoucké tvarůžky
- chlebíček

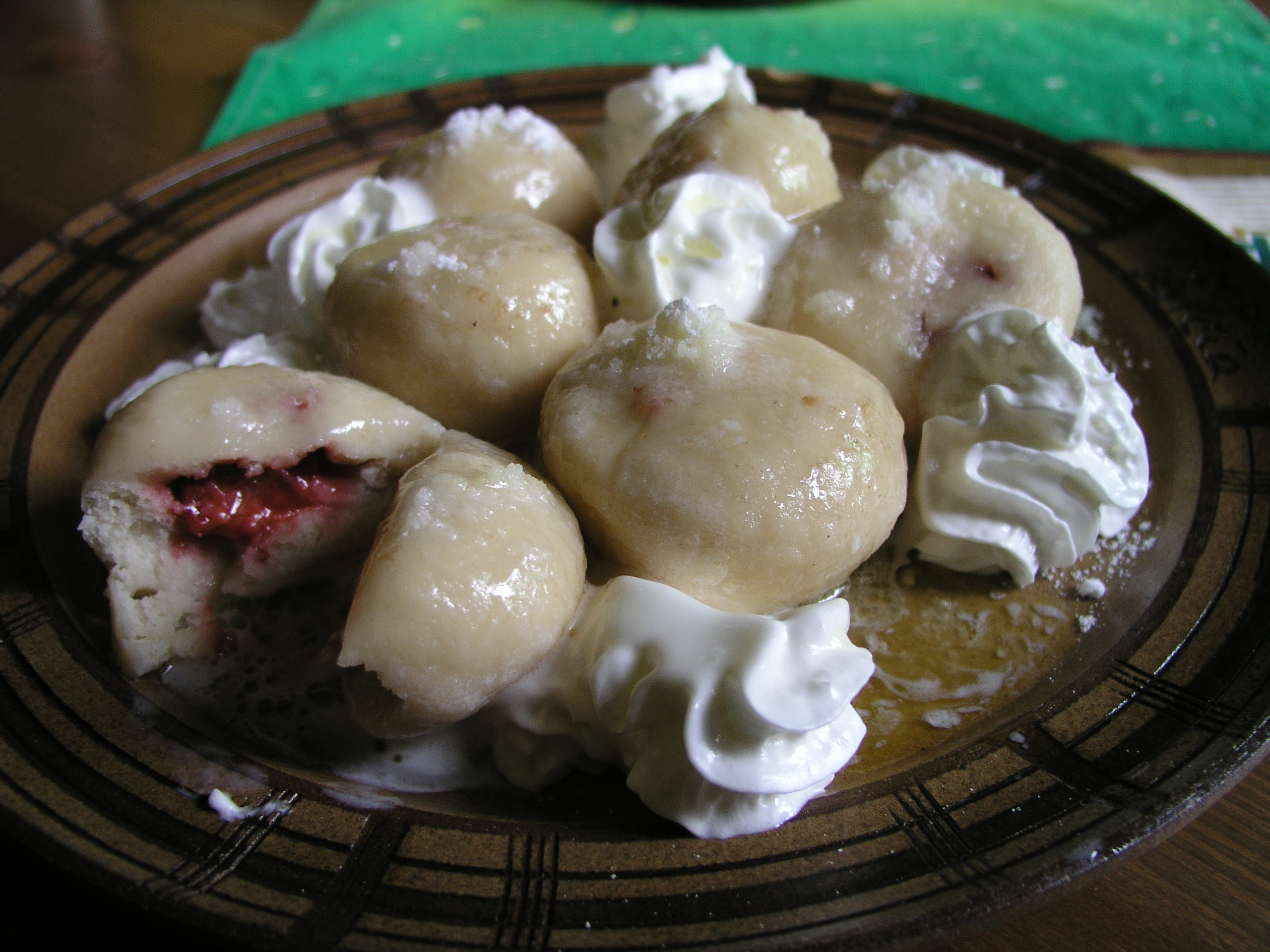
Tvarohové knedlíky plněné jahodami

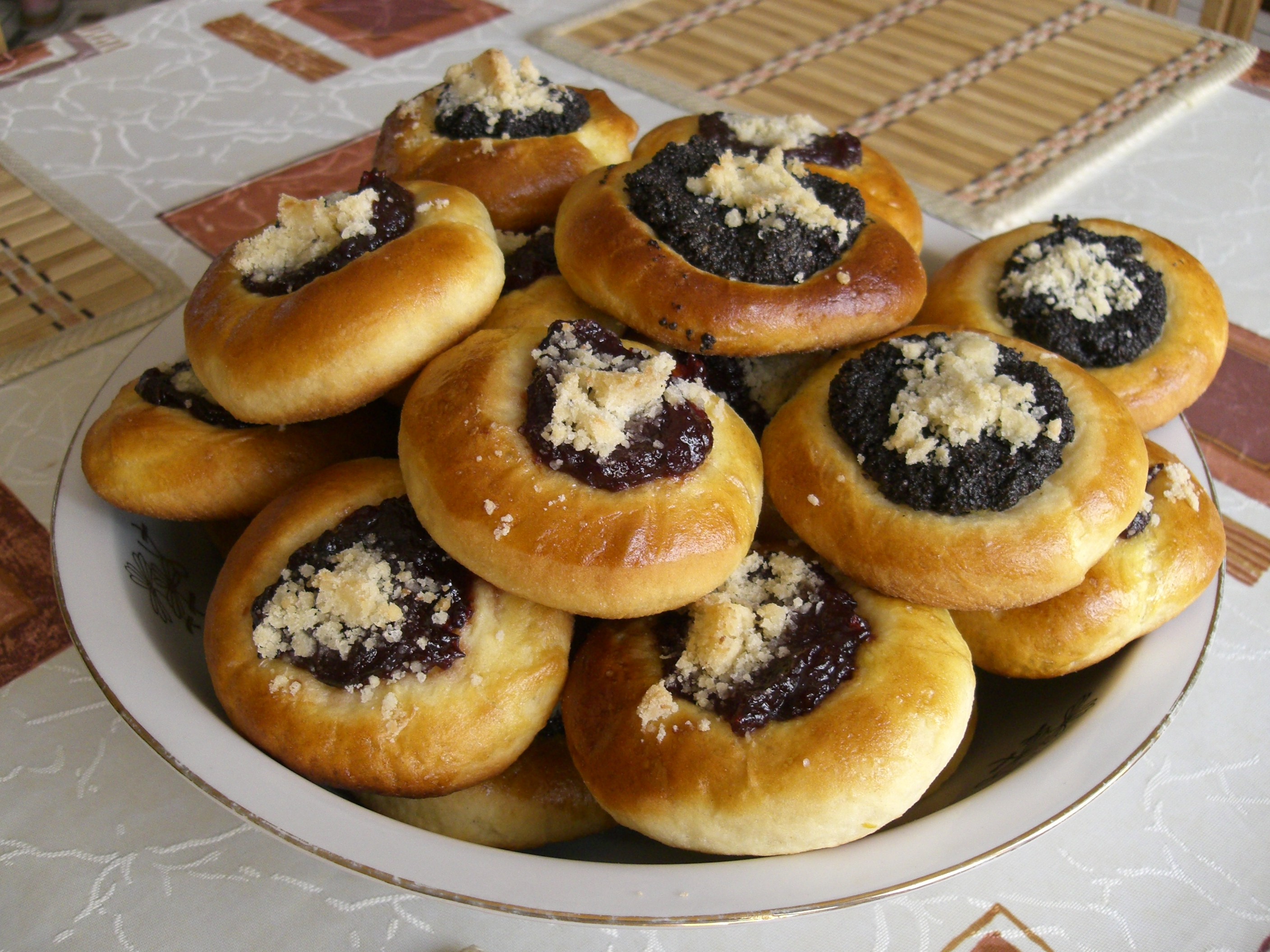
Makové koláče

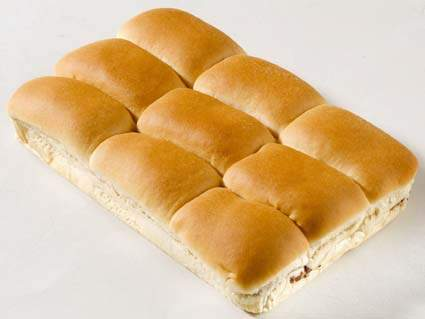
Buchty

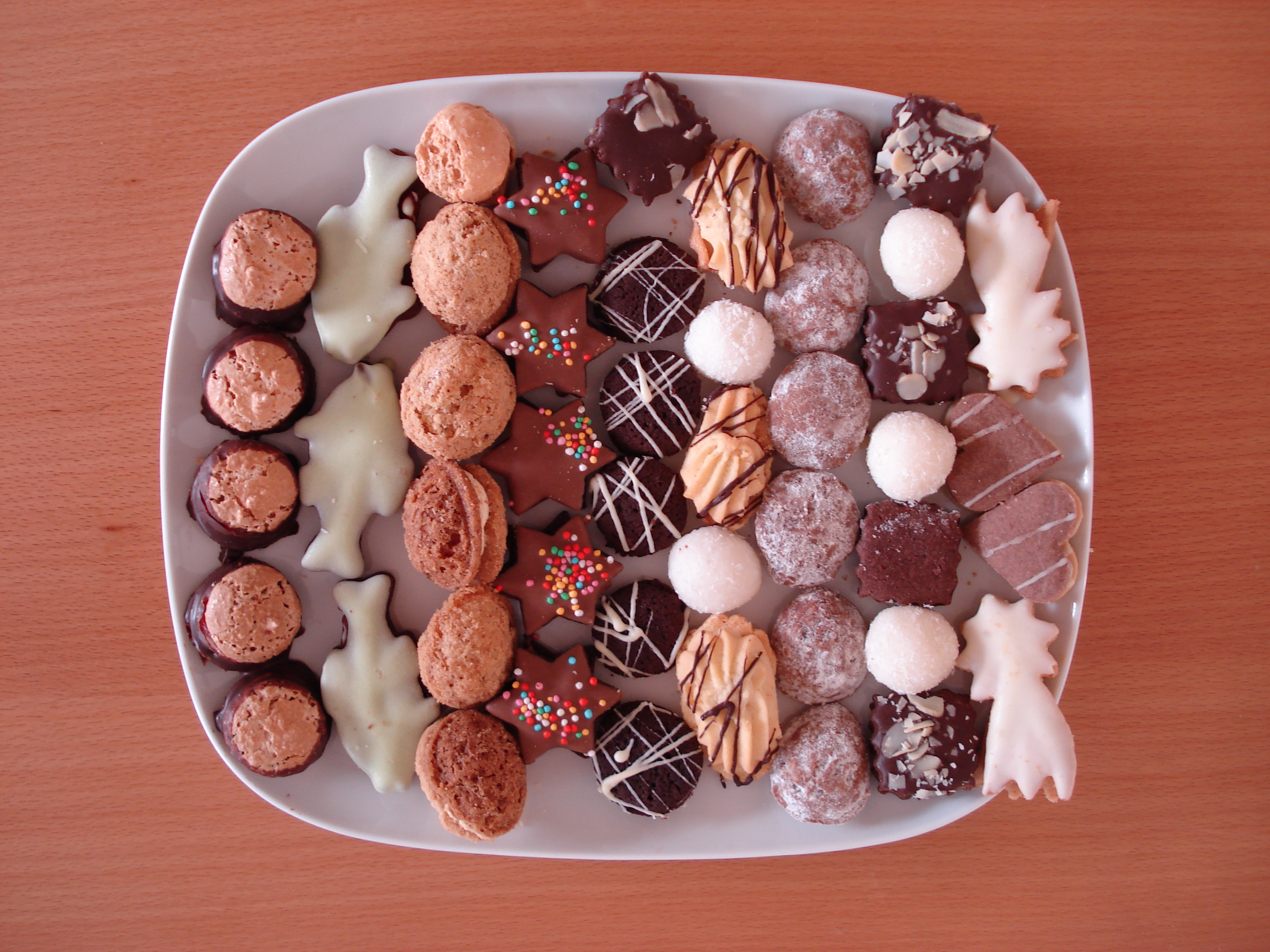
Vánoční cukroví

- houskový, bramborový a chlupatý knedlík (používáno jako příloha)
- škubánky
- vdolky
- žemlovka
- dukátové buchtičky s krémem
- plněné ovocné knedlíky (meruňkové, švestkové, jahodové)
- povidla

dezerty
- rakvička
- větrník (zákusek)
- koláče
- buchta
- bublanina
- bábovka
- věneček

polévky
- bramborová polévka
- dršťková polévka
- zelňačka
- kulajda
- prdelačka

nápoje
- pivo (plzeňského typu)
- slivovice

komerční produkty
- Kofola
- Becherovka
- Mattoni
- Fernet

## Významné osobnosti české kuchyně
- Magdalena Dobromila Rettigová – autorka České kuchařky, vydané 1826
- Marie Janků-Sandtnerová – autorka mnoha kuchařských knih
- Pavel Pospíšil
- Jaroslav Sapík
- Zdeněk Pohlreich
- Radek Kašpárek
- Roman Paulus
- Christian Chu
- Přemek Forejt
- Jan Punčochář
- Jiří Babica
- Ladislav Hruška
- Josef Maršálek

## Oblíbené kuchařské knihy
- Magdalena Dobromila Rettigová: Magdaleny Dobromily Rettigové Domácí kuchařka[3]
- Marie Janků-Sandtnerová: Kniha rozpočtů a kuchařských předpisů všem hospodyním[4]
- Břízová Joza, Klimentová Maryna a kolektiv: Vaříme zdravě, chutně, hospodárně
- Kolektiv: Kuchařka naší vesnice